# Kuaken
Kuaken is een bestuurslaag in het regentschap Timor Tengah Utara van de provincie Oost-Nusa Tenggara, Indonesië. Kuaken telt 559 inwoners (volkstelling 2010).